# Carmex
Carmex er et mærke af læbepomade opfundet af Alfred Woelbing, i USA i starten af 1930'erne. Familien Woelbing driver stadig forretningen.
| Skønhedspleje | Spire Denne artikel om skønhedspleje er en spire som bør udbygges. Du er velkommen til at hjælpe Wikipedia ved at udvide den. |